# Kossoghin (Pissila)
Pour les articles homonymes, voir Kossoghin.
Kossoghin est une localité située dans le département de Pissila de la province du Sanmatenga dans la région Centre-Nord au Burkina Faso.

## Économie
L'agro-pastoralisme est l'activité principale de Kossoghin qui profite de l'irrigation de son lac de barrage de retenue, réhabilité en 2017.

## Éducation et santé
Le centre de soins le plus proche de Kossoghin est le centre de santé et de promotion sociale (CSPS) de Lebda tandis que le centre hospitalier régional (CHR) se trouve à Kaya. Cependant, un CSPS est construction à Goèma qui doit être ouvert à la fin 2021 et deviendra le centre de référence du village.
Kossoghin possède une école primaire publique.